# Болгарія в Європейському Союзі
Відносини між Республікою Болгарія та Європейським Союзом — це вертикальні відносини між наднаціональною організацією та однією з її держав-членів.